# Ołena Miahkych
Ołena Wasyłiwna Miahkych (ukr. Олена Василівна Мягких; ur. 23 grudnia 1978 w Kijowie) – ukraińska łyżwiarka szybka.
W wieku 23 lat Miahkych brała udział w Zimowych Igrzyskach Olimpijskich 2002 w Salt Lake City. Uczestniczyła wówczas w trzech konkurencjach łyżwiarstwa szybkiego: biegu na 1000 m (35. miejsce), biegu na 1500 m (38. miejsce) i biegu na 3000 m (31. miejsce).

## Rekordy życiowe
| Dystans | Czas    | Data              | Miejsce        |
| ------- | ------- | ----------------- | -------------- |
| 500 m   | 40,82   | 12 grudnia 2003   | Salt Lake City |
| 1000 m  | 1.19,49 | 18 listopada 2005 | Salt Lake City |
| 1500 m  | 2.00,21 | 18 marca 2009     | Calgary        |
| 3000 m  | 4.15,30 | 04 grudnia 2009   | Calgary        |
| 5000 m  | 7.36,17 | 16 marca 2001     | Calgary        |
| Źródło: |         |                   |                |